# 四人性行为

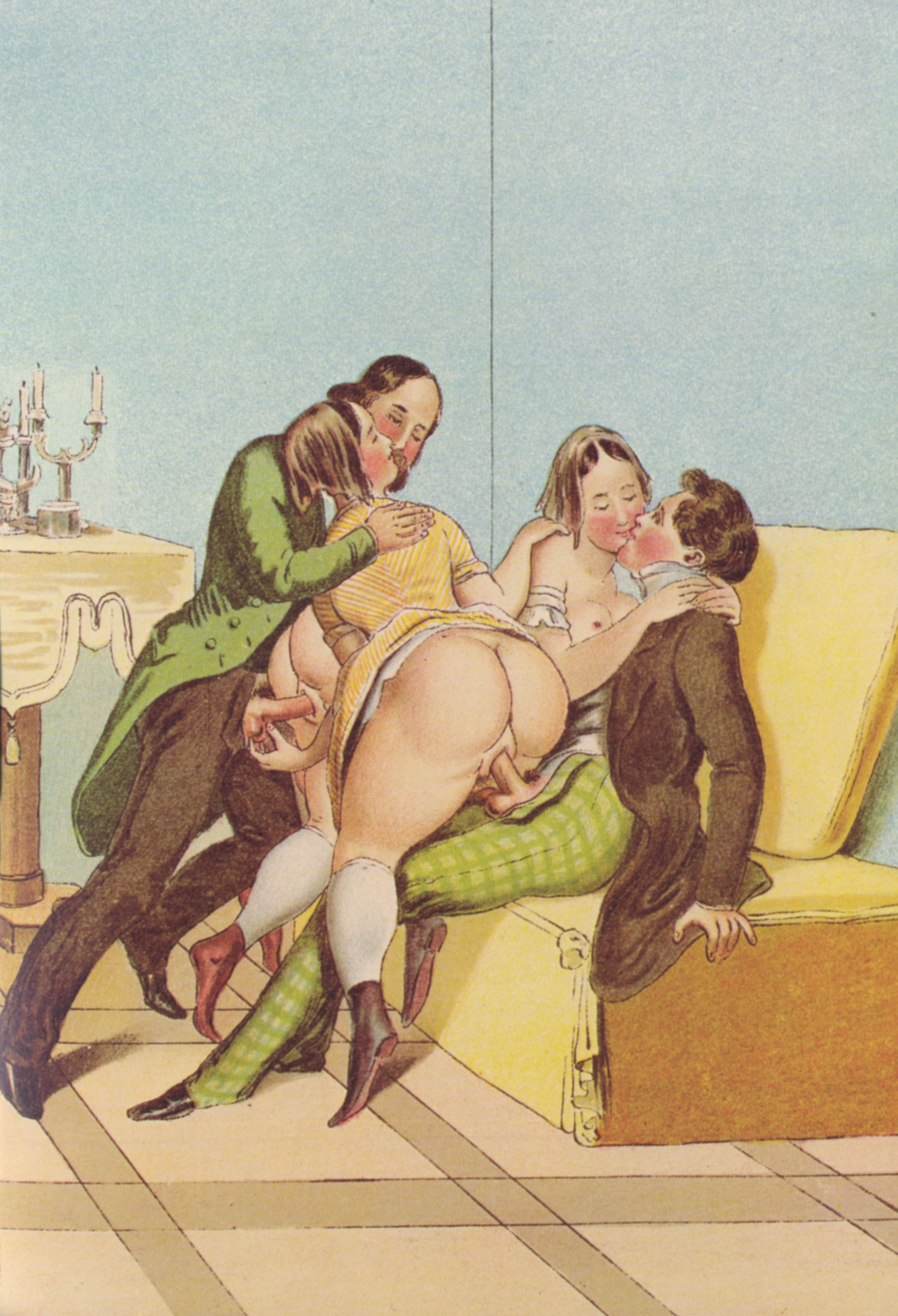
两对夫妇的性行为（彼得·芬迪的作品）

四人性行为（英語：foursome）俗稱4P、多P、開火車、對對碰、群P、大亂交，是指四人參與的性行爲，屬於群交的一種，不論任何性別或性傾向都有可能發生。

## 类型

### 交换配偶
“交换配偶”，簡稱“换偶”，依據性別又称作“换妻”或“换夫”。涉及两对或以上的伴侶，每對伴侶的二人或其中一人分別與對方伴侶中合乎自己的性傾向的人性交。偶有個別伴侶之中一人不參與性行爲，只作觀摩。虽然文字上局限為已婚配偶，有时卻也適用于未婚情侣。

### 三人行为一个观摩
“三人性行为一个观摩”，一般为两对伴侶中，其中一人不参与其中，不发生性接触，而是在旁观摩其他三人。

### 一雌三雄
“一雌三雄”，又被简称为“4P”，常為成人色情作品的题材关键词，表示为3名男性与1名女性同时或交替发生性行为。成人色情作品为表现其情色成分，此种性互動常分为一般情形和刺激情形两种：一般情形下，女性或仰卧或呈“蛙俯”状匍匐，两腿分开，男性A與女性进行陰道性交，男性B让女性为其口交，男性C则接触、爱抚女性身体各部位。刺激情形下，成人色情作品会将阴道性交、口交与肛交一齐糅合进该性互動中。區別在於，一般情形对女性性交顺序并無约束，但刺激情形需要按一定次序进行。女性可先仰卧在仰卧的男性A身上并被他肛交，然后女性尽量分开双腿並與男性B阴道性交，最后男性C从女性侧面让女性口交。或者按另一种顺序进行：女性俯卧在仰卧的男性A身上並與他阴道性交，然后男性B从女性身后對她肛交，最后男性C从女性侧面让女性口交。此类“四人性行为”于日常普通人性生活中不多见，多见于成人色情作品。其中女性同时接受阴道性交和肛门性交的性行为，在欧美文化中称为“Double Penetration”（简称“DP”），是一种较有风险、较危险的性行为，需要借助润滑剂或者浣肠剂等医用药品，有效润滑男女生殖器部位，方能进行。

### 輪交
一人與其餘三人先后發生性行为，即爲輪交。輪交不局限於性傾向，在女性之間時常使用假陰莖。
</gallery>
此外還可包括四男肛交：
- 兩男同時做插入方和被插方
- 三龍入洞（三支陰莖同時插入一肛門）

## 画集

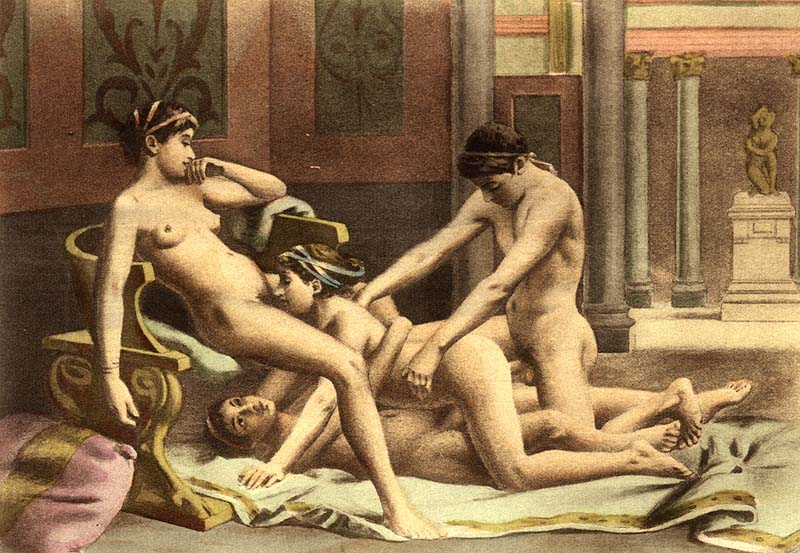
- 三女一男进行四人性交，爱德华-亨利·阿夫里尔的作品。
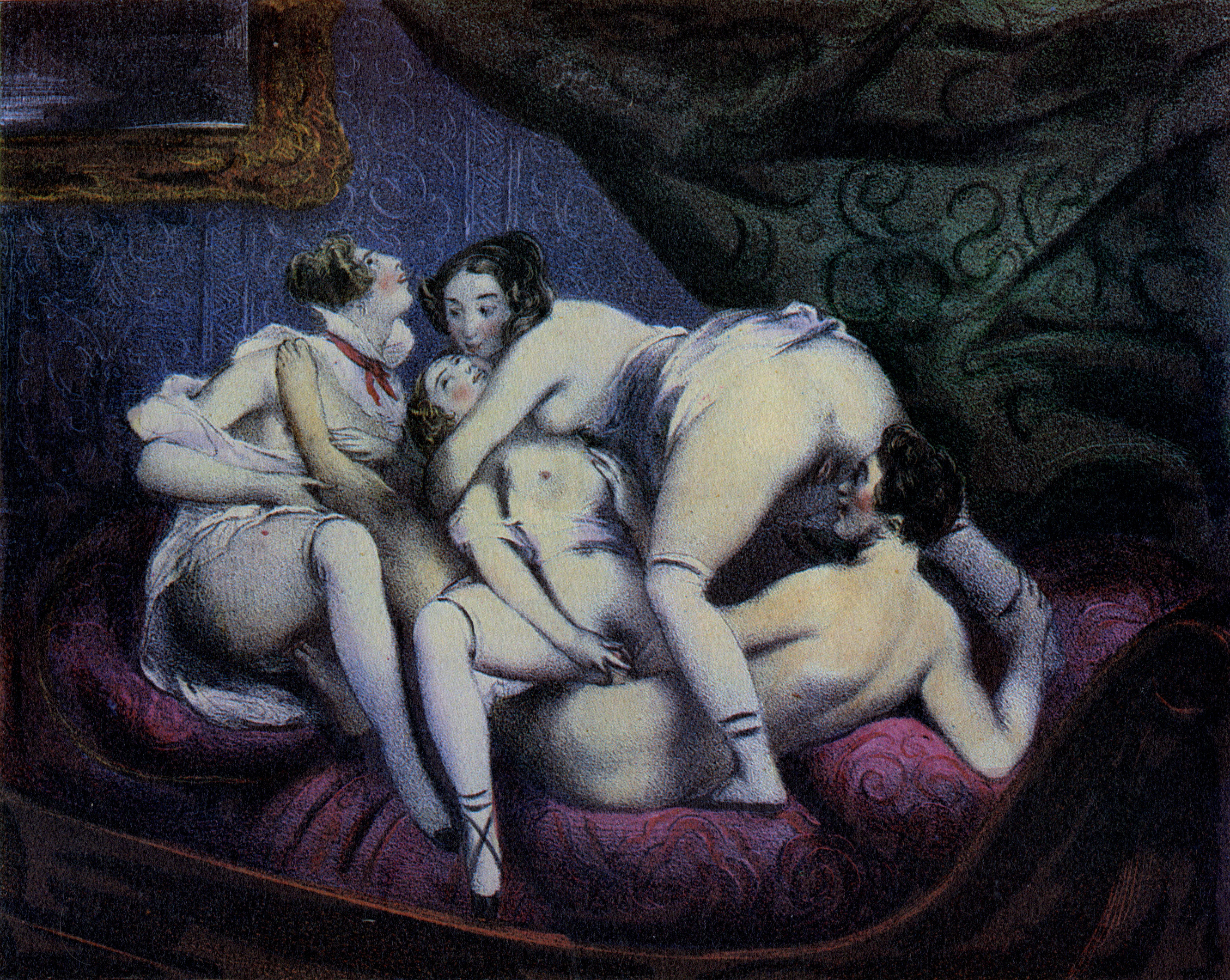
三女一男进行四人性交，阿尔弗雷德·德·缪塞的作品。
  - 三女一男进行四人性交，阿尔弗雷德·德·缪塞的作品。